# Setherial
Setherial – szwedzka grupa muzyczna wykonująca black metal. Powstała w 1993 roku w Sundsvall. 

## Muzycy

### Obecny skład zespołu
- Magnus Ödling - śpiew
- Choronzon - gitara elektryczna
- Kraath - gitara elektryczna
- Daniel Lindgren - gitara basowa
- Alastor Mysteriis - instrumenty perkusyjne

### Byli członkowie zespołu
- Kheeroth - śpiew
- Wrath - śpiew
- Thorn - gitara basowa
- Devothan - gitara basowa
- Sasrof - gitara basowa
- Zathanel - gitara basowa
- Moloch - instrumenty perkusyjne

## Dyskografia
- (1994) A Hail to the Faceless Angels (Demo)
- (1994) Rehearsal '94 (Demo)
- (1995) För Dem Mitt Blod (EP)
- (1996) Nord (LP)
- (1998) Lords of the Nightrealm (LP)
- (1999) Hell Eternal (LP)
- (2003) From The Ancient Ruins (Kompilacja)
- (2003) Endtime Divine (LP)
- (2006) Death Triumphant (LP)
- (2010) Ekpyrosis